# Ковалин
Ковалин (укр. Ковалин) — село в Бориспольском районе Киевской области Украины. Расположено на реке Карань.
Население по переписи 2001 года составляло 1077 человек. Почтовый индекс — 08435. Телефонный код — 4567. Занимает площадь 6,73 км².

## Местный совет
08435, Київська обл., Переяслав-Хмельницький р-н, с.Ковалин, вул.Москаленка,10